# بنك الدم المركزي الكويتي
بنك الدم المركزي الكويتي  (بالإنجليزية: Kuwait Central Blood Bank)‏، هو بنك للدم يخدم عموم مناطق الكويت تأسس في 5 مايو 1965 في منطقة الجابرية بجوار مستشفى مبارك الكبير بمحافظة حولي بدولة الكويت.

## تاريخ التأسيس
أسس المصرف في 25 مايو 1965 وأصبح عضوا معتمدا لدى الجمعية الأمريكية لمصرف الدم في عام 1989 ، ويعتبر أول مصرف للدم في الشرق الأوسط ، ومن أهدافه حفظ دماء المتبرعين لحين استخدامها عند الحاجة ، وفي 5 مايو 1966 أصدرت إدارة البريد مجموعة طوابع بريدية بمناسبة يوم مصرف الدم و مرور عام على تأسيسه.

## خدماته
يوفر بنك الدم الكويتي جميع الخدمات الصحية التي تختص ( بالدم ) ومن اهمها خدمة فصل الدم العلاجي لجميع مستشفيات الكويت منذ عام 1982 وعندما يتعذر نقل المريض إلى بنك الدم نظرا لوجوده بالعناية المركزة ينتقل اليه الفريق المعالج بكامل المعدات والمواد اللازمة للجلسة العلاجية ، ويتم علاج المرضى المصابين بزيادة الكوليسترول الوراثي أو الأجسام المضادة في أمراض المناعة الذاتية أو خلايا الدم البيضاء في حالات سرطان الدم أو خلايا الدم الحمراء في حالات فقر الدم الوراثي أو الصفائح الدموية وذلك عن طريق جلسات علاجية يتم من خلالها إزالة أحد مكونات الدم التي تحتوي على مسبب المرض واختيار ما يناسب من المحاليل أو مكونات دم سليمة ، كما يحتوي بنك الدم على العديد من الأقسام والمختبرات ولكل منها وظيفة ومهام خاصة تأتي جميعها من اجل الحصول على دم مأمون لسلامة المتبرع والمحتاج، حيث يقوم قسم الميكروبيولوجي التابع لمراقبة المختبرات بفحص الأجسام المضادة للفيروسات لإجراء الفحوصات الخاصة التي تحمي المرضى الذين ينقل إليهم الدم وهذه الفحوصات خاصة بالفيروسات والطفيليات لجميع عينات الدم من المتبرعين بالدم والصفائح الدموية.

## وصلات خارجية
- الموقع الرسمي